# 京特·施泰納
岡瑟·施泰納（英語：Guenther Steiner，1965年4月7日—）是一名意大利一级方程式赛车工程师，目前担任一级方程式赛车转播的评论员和分析师。他在2014年至2024年擔任哈斯車隊的車隊領隊；在2001年至2003年擔任捷豹車隊的常務董事。

## 職業生涯

### 越野賽生涯(1986年–2001年)
施泰納在意大利，博尔扎诺-上阿迪杰自治省，梅拉诺出生，他是一名屠夫的兒子。施泰納在大學修讀工程學；然而在沒有完成學位的情況下，他搬到比利時。從1986年到1988年，他在世界拉力锦标赛的馬自達歐洲拉力車隊開始了他的職業生涯。
從1989年1月到1990年間，施泰納在頂潤車隊(Top Run Srl)擔任助理車隊領隊。從1991年到1996年，他在Jolly Club車隊擔任偵察主管，後來在車隊擔任技術總監。
1997年，施泰納管理的Allstar Rally車隊，與克日什托夫·霍沃奇奇一起贏得了歐洲拉力錦標賽。於1998年M-Sport聘請他擔任項目經理。在2000年，他晉升為工程總監，在福特世界拉力車隊與車手科林·麦克雷和老卡洛斯·塞恩斯一起工作。最終在2000年和2001年賽季中獲得亞軍。

### 捷豹車隊(2001年–2003年)
2001年，施泰納來到一級方程式，捷豹車隊新任命的車隊負責人尼基·劳达聘請他擔任總經理一職。 根據施泰納的說法，勞達問，“福特有人才嗎？”答案是“有，就是 Günther。”12月3日上任後，施泰納負責管理車隊的工程部門，而戰術總監約翰·艾利森則負責行政工作。
施泰納在任職期間重組了車隊並降低了車隊運行成本。然而，捷豹車隊在2002年世界一级方程式锦标赛中表現不佳，一號車手埃迪·歐文僅獲得8個積分，而隊友佩德罗·德·拉·罗萨則未能得分。母公司福特汽车於11月26日解雇了勞達，然後裁減了70名車隊成員。
12月5日，捷豹宣布作為重組的一部分，施泰納已被項目經理大衛·皮福思取代。發言人 Nav Sidhu 說：“他已經放棄了擔任總經理的職責，但他沒有做錯任何事。車隊現在的狀況比他加入時要好得多。大衛現在旨在提升到施泰納已經明確制定了的工程水平。”
儘管捷豹的新管理層為施泰納提供了在車隊中的另一個職位，但他最終拒絕了，並以休假的形式度過了2003年賽季，然後於當年11月接替維特·惠德科珀擔任歐寶表演中心車隊的技術總監。

### 紅牛車隊(2005年–2008年)
在紅牛於2004年11月收購捷豹車隊後，施泰納受邀加入紅牛車隊。歐寶表演中心車隊計劃在2005年底退出德國房車大師賽，這促使他重返來自米爾頓凱恩斯的紅牛車隊。
2005年1月13日，他被任命為車隊的技術運營總監。
施泰納和車隊領隊克里斯蒂安·霍納共同帶領車隊在2005年世界一级方程式锦标赛中取得了更好的成績，但是當紅牛從麥拉倫車隊挖來獲得享負盛名的技術總監亞德里安·紐維時，車隊老闆迪特里希·馬特希茨希望施泰納幫助在美國建立納斯卡賽車車隊。施泰納感覺到車隊已經人滿為患，因此他諮詢了他的妻子的同意並搬到北卡羅來納州的穆爾斯維爾 (北卡羅萊納州)。2006年4月1日至2008年4月，他在當地擔任納斯卡賽車車隊紅牛賽車隊的技術總監。

### 哈斯車隊(2014年至2024年)

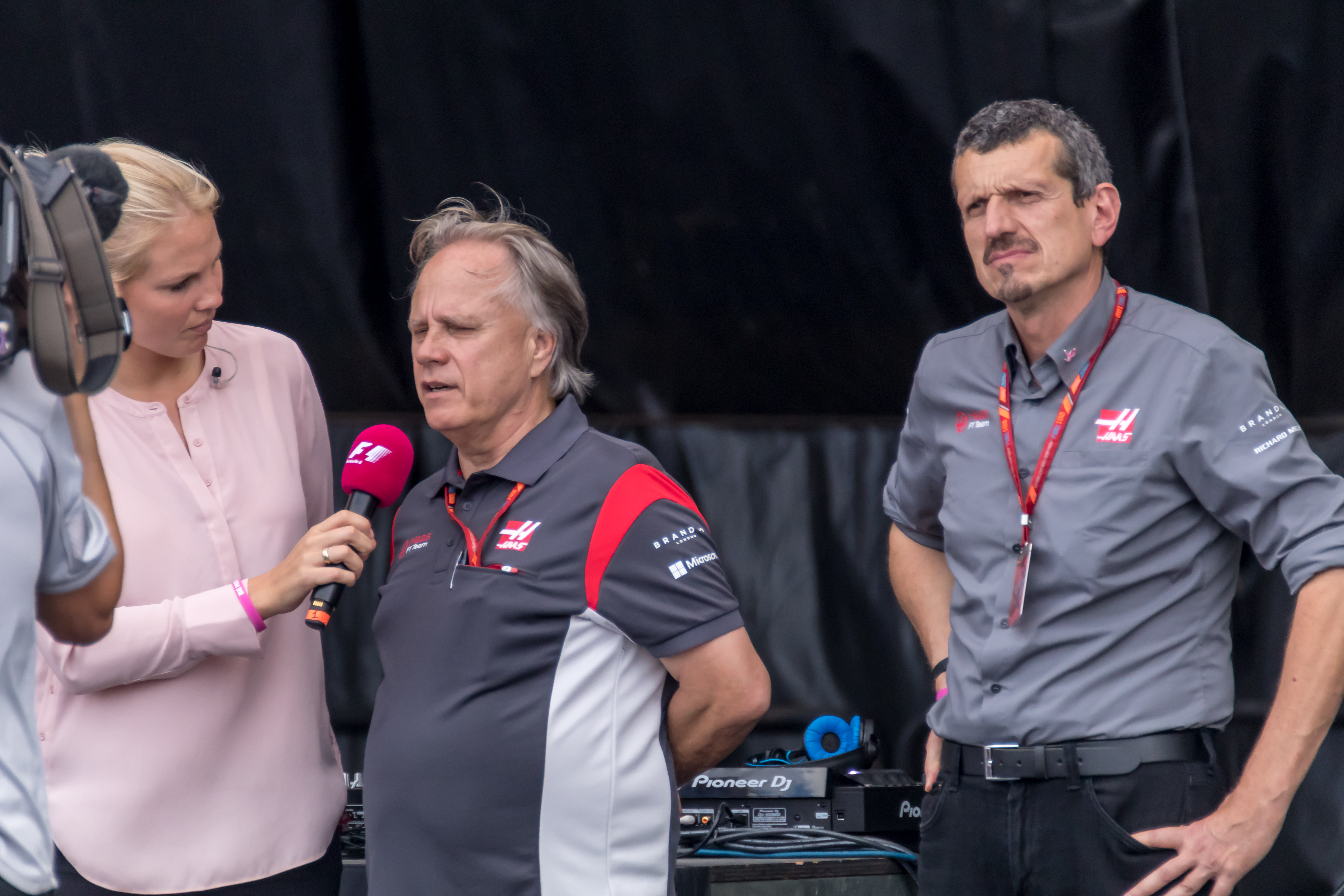
施泰納與吉尼·哈斯一起接受訪問。

2009年1月，施泰納離開紅牛後仍留在穆爾斯維爾，並在那裡創立了製造公司 Fibreworks Composites。
在美国F1车队正在發展中時，施泰納在一家牛排館遇到了拒絕投資該項目的斯图尔特-哈斯车队的的老闆Joe Custer和吉尼·哈斯。他建議他們自己通過從已建立的車隊處訂購客戶賽車來進入一級方程式，但在獲得批准方面的延誤促使他們申請以客戶車隊的身份進入一級方程式。施泰納被賽車運動杂志Autosport描述為車隊建立的“主要‘推手’”，他招募了核心員工，並聘請了每一位團隊成員，與外包商達拉拉和法拉利車隊建立了合作夥伴關係。2014年4月14日，他被正式宣佈為哈斯車隊的車隊領隊。

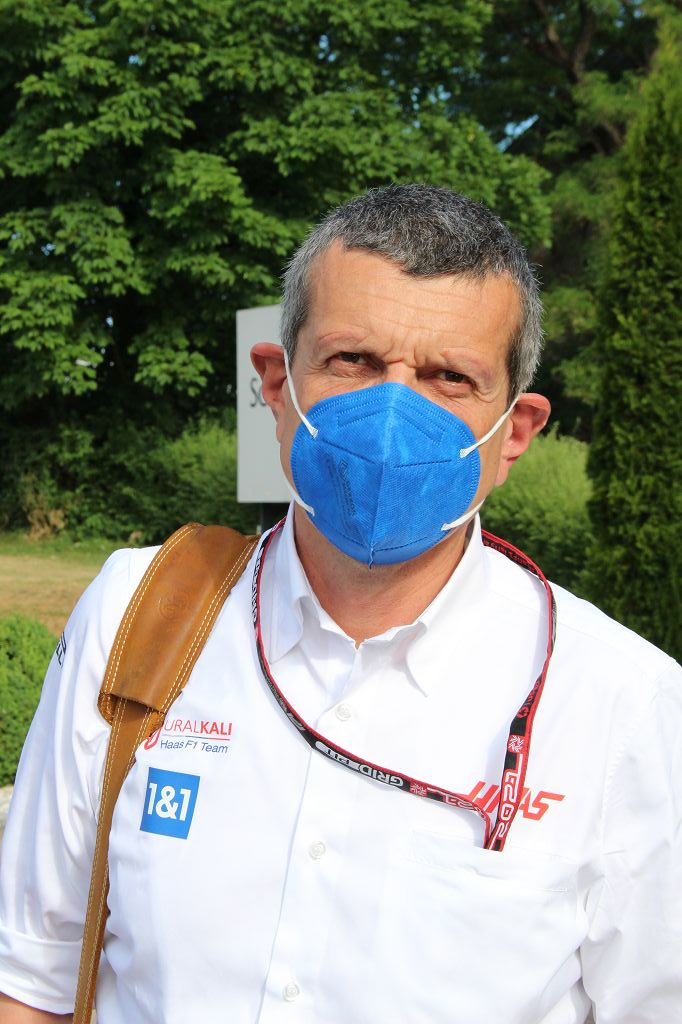
施泰納在2020年疫情期間戴著口罩接受訪問。

隨著哈斯車隊參加2016年世界一級方程式錦標賽，哈斯成為30年來第一支參加一級方程式比賽的美國車隊。車隊在2016年澳洲大獎賽上獲得8分，車手罗曼·格罗斯让以第6名完賽，成為第一支美國參賽車隊在首場比賽中得分，也是自豐田車隊在2002年澳大利亚大奖赛的首場比賽中得分后，第一支車隊在首場比賽中得分。哈斯以在車隊積分榜中排第8名和29分的成績完成了本賽季，29分全部由格羅斯讓獲得。
2024年1月11日，哈斯车队宣布斯泰纳离开车队，即时生效。他的领队位置由车队技术总监小松礼雄接替。

## 個人生活
施泰納持有意大利和美國護照，和他的妻子 Gertraud 和女兒 Greta 一起住在北卡羅來納州的穆爾斯維爾 (北卡羅萊納州)。作為一名阿迪傑人，他會說德語和意大利語以及英語。

## 外部連結
- 個人檔案 （页面存档备份，存于）